# Kokuricu Jojogi kjógidžó
Kokuricu Jojogi kjógidžó (japonsky 国立代々木競技場, dosl. „Národní sportovní hala v Jojogi“) je stadion v tokijské čtvrti Jojogi, který navrhl pro plavecké a basketbalové soutěže letních olympijských her 1964 architekt Kenzó Tange.

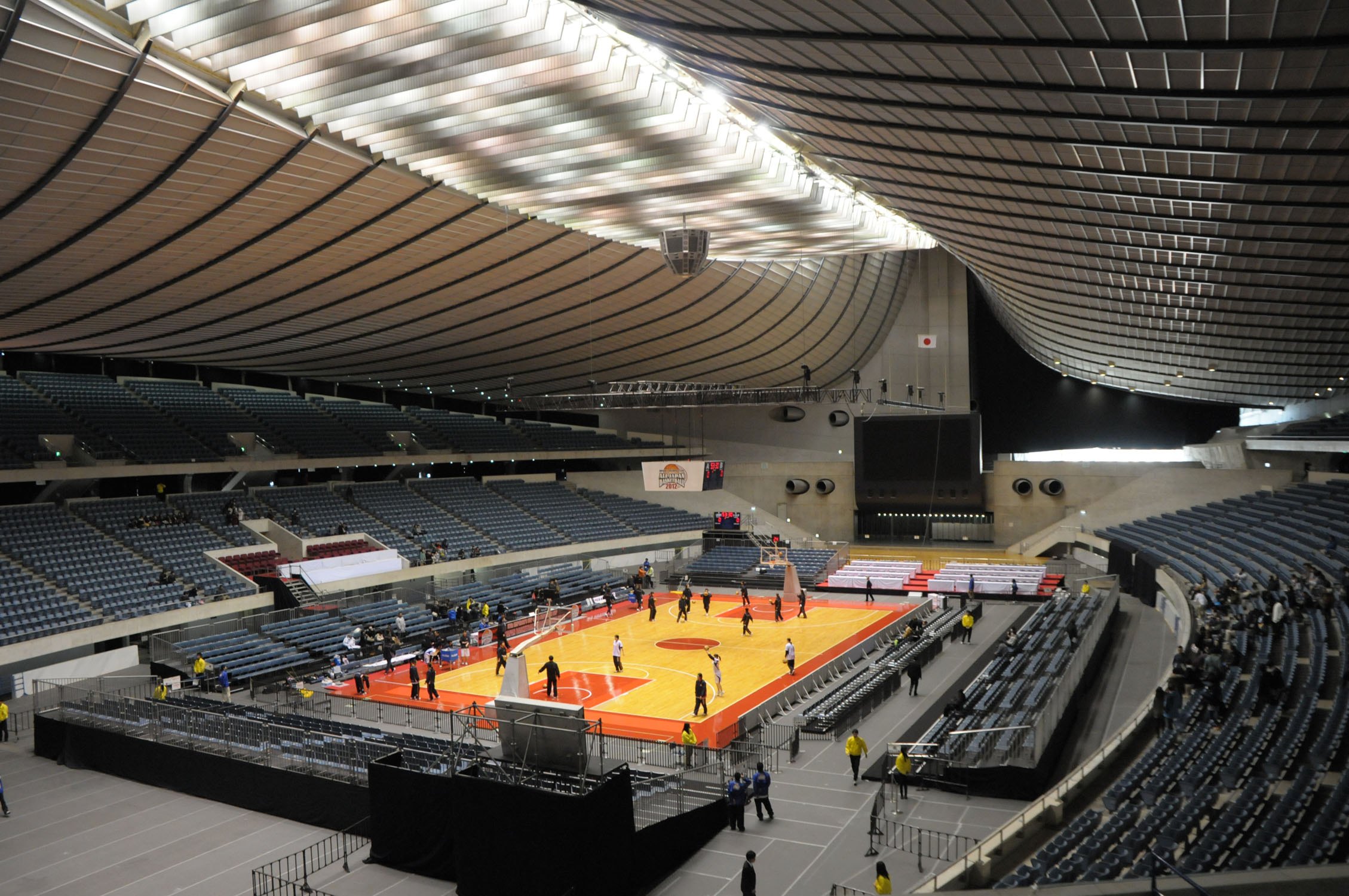

Je vynalézavým řešením složitých funkcí. Jeho realizace vyniká jednoduchostí a skulpturální jasností. Skládá se ze tří odlišných prvků: velký a malý stadion jsou spojeny servisní budovou, jejíž plochá střecha slouží k přepravě návštěvníků. Dramatický tvar budovy poskytuje skloubení funkce se strukturou a uplatňuje symbolickou výřečnost tradiční japonské architektury.
Za svůj úspěch vděčí tomu, že překračuje meze čirého funkcionalismu. Poskytuje prostý a poetický obraz, který invenčně interpretuje racionální princip "formy sledující funkci" a ztělesňuje Tangeovo tvrzení, že jen něco, co je hezké, může být skutečně funkční.

## Letecký pohled
Hlavní stadion má elipsovitý půdorys a vejde se do něj 15 000 sedících diváků. Nacházely se zde bazény na plavecké soutěže a další vodní sporty, přičemž se mohl proměnit i na kluziště. Menší kruhový stadion, který poskytuje 4 000 míst k sezení, byl původně určen na basketbal, dnes však hosty i jiné sportovní a konferenční akce. Stadiony jsou propojeny objektem s různými prostory s pomocným vybavením, tréninkovým bazénem, jídelní halou a s kancelářemi. Na jeho střeše se napříč celým komplexem táhne vyvýšená komunikace pro návštěvníky. Tato zvýšená cesta pro chodce si zachovala popularitu a stala se živým prostorem kulturně-společenských aktivit a promenád.

## Popis stavby
Architektura tvořila nápadnou kulisu mezinárodní sportovní události, aniž by výrazněji zdůraznila svou funkci.
Novátorsky tvar zavěšené střechy vytváří lehkou a jasná komplexní konstrukci. Betonový stožár slouží jako pilíř na zavěšení lan hlavní střechy. Hluboce zapuštěný betonový blok zakotvuje masivní napínací lana, z nichž každé má v průměru 33 centimetrů. Napnuté struktury působí dojmem lehkosti, ocelová lana však musí odolávat obrovské zátěži. Řetězová střešní lana jsou přivázána k hlavnímu podpůrnému lanu. Síť, vytvořená osnovou průřezových lan, podpírá ocelové pláty přikrývající střechu. Tvar lan popisuje složitý, avšak přirozený trojrozměrný oblouk střešní formy. Mírný oblouk střešní linie nepřímo odkazuje na tvar střech tradičních japonských chrámů.
V důsledku napnutí hlavních podpůrných lan vznikl podél hrany eliptický otvor. Využili ho ke zřízení stínitelných světlíků, které mohly do interiéru dodávat přirozené světlo. Mohutný tlak a napětí, kterému čelí beton a ocel, nacházejí dramatické vyjádření ve spojení lana s kotevními bloky. Jednoduché zpracování přispívá k přesvědčivému s spolehlivému působení podpůrných prostředků této dramatické a křehké struktury.
Přečnívající přístřešek hlavního stadionu působí jednoznačně vstřícným, přívětivým dojmů hned od vstupu. Je vytvořen prodloužením poloviny elipsovitého půdorysu podél centrální osy. Symetrický tvar se zde pozvolna přizpůsobuje funkci budovy a jeho struktura se vyznačuje přirozenou rovnováhou.
Vnější betonová zeď vytváří okrajový záchytný pás sítě střešních lan. Jeho sochařská křivka odpovídá silám, kterými působí lana. Jakoby napnutím střechy nadzvednut tvar přirozeně vyvažuje křivky stavby. Dokonalá kvalita holého betonu je odkázána na přesnost truhlářských prací, nezbytných pro vytvoření bednění. Vzhledem k úzkostlivé standardy japonské konstrukce je pro ni litý beton obzvláště vhodným materiálem.
Kamenný Valový zeď je narážkou na mohutné opevnění japonských feudálních hradů. Skulpturální tvar stadionu doplňuje krajinné dotvoření terasových rovin.
Vnitřní objem stadionu svou dramatičností naplňuje očekávání navozené vnější formou, přičemž usměrňuje pozornost diváků na centrální soutěžní část. Zvlněný profil střechy je vypočítán tak, aby poskytoval divákům uvnitř stadionu volný, ničím nezastřený výhled. Sedadla jsou uspořádány v klesajících řadách, vybíhajících z betonových pilířů, které podpírají vnější zeď.
Budova se svými vidlicovitě rozvětvenými rameny betonového sloupu připomíná zkřížené krokve tradičních šintoistických svatyní. I když jde jen o náznak souvislostí, je dostatečným svědectvím jedinečného kulturního dědictví.

## Základní údaje
- Lokalita:		Tokio, Japonsko
- Datování:		1961–1964
- Stavební materiál:	železobeton, ocel, napnutá konstrukce
- Stavební typ: sportovní stadion